# Alex Frei
Alex Frei (Bolzano, 6 maggio 1993) è un hockeista su ghiaccio italiano, di ruolo attaccante.

## Carriera

### Club
Frei crebbe nel Caldaro con i quali esordì in seconda serie nella stagione 2009-2010. Rimase coi Lucci fino al 2012, avendo occasione di debuttare anche in massima serie con la maglia del Val Pusteria. Coi pusteresi disputò anche la final four della Coppa Italia 2010-2011, vincendola.
Passò quindi al Ritten Sport con cui disputò la sua prima intera stagione in massima serie, giocando comunque alcuni incontri in seconda serie con il Caldaro.
Rimasto fermo per un'intera stagione a causa di un infortunio, nella stagione 2014-2015 fece ritorno al Caldaro, neopromosso in Serie A. Nel successivo mese di gennaio Frei passò all'Hockey Milano Rossoblu con un contratto fino al termine della stagione.
Nel 2015 si trasferì al Ritten Sport, con cui rimase per cinque stagioni, vincendo una Alps Hockey League, quattro scudetti e tre supercoppe italiane. Al termine della stagione 2019-2020, interrotta anticipatamente a causa della pandemia di COVID-19 passò all'Asiago. Con gli stellati nella stagione 2020-2021 vinse il titolo italiano e raggiunse la finale della Alps Hockey League, per poi fare ritorno al Renon.
Un infortunio alla schiena lo costrinse a saltare l'ultima parte della stagione regolare e i play-off della Alps Hockey League 2021-2022. Si sottopose ad un intervento nella primavera successiva, ed a luglio 2022 rinnovò il contratto per una stagione, riprendendo gli allenamenti. Il riacutizzarsi del problema alla schiena, tuttavia, lo spinse ad annunciare il ritiro già nel successivo mese di settembre.
Il ritiro si trasformò tuttavia in un anno di stop: nel settembre 2023 tornò sul ghiaccio ripartendo dalla terza serie, con la maglia degli aostani dell'Ares Sport, coi quali ha vinto il campionato, guadagnando la promozione in Italian Hockey League.

### Nazionale
Con la maglia azzurra disputò tre edizioni del campionato mondiale di hockey su ghiaccio Under-18 e altrettante di quello Under-20.
Dal 2014 entrò a far parte della Nazionale maggiore. L'anno seguente prese parte al mondiale di Prima Divisione disputatosi in Polonia.

## Palmarès

### Club
- Campionato italiano: 5

Renon: 2015-2016, 2016-2017, 2017-2018, 2018-2019
Asiago: 2020-2021
- Coppa Italia: 1

Val Pusteria: 2010-2011
- Supercoppa italiana: 3

Renon: 2017, 2018, 2019
- Alps Hockey League: 1

Renon: 2016-2017
- Italian Hockey League - Division I: 1

Ares Sport: 2023-2024

### Giovanili
- Campionato italiano U20: 1

Caldaro: 2009-2010

### Nazionale
- Campionato mondiale di hockey su ghiaccio Under-18 - Seconda Divisione: 1

Estonia 2010

### Individuale
- Capocannoniere del Campionato mondiale di hockey su ghiaccio Under-18 - Seconda Divisione: 1

Estonia 2010 (15 punti)
- Maggior numero di assist del Campionato mondiale di hockey su ghiaccio Under-18 - Seconda Divisione: 1

Estonia 2010 (9 assist)
- Capocannoniere del Campionato mondiale di hockey su ghiaccio Under-18 - Prima Divisione: 1

Lettonia 2011 (7 punti)
- Maggior numero di assist del Campionato mondiale di hockey su ghiaccio Under-18 - Prima Divisione: 1

Lettonia 2011 (4 assist)
- Top Player on Team del Campionato mondiale di hockey su ghiaccio Under-18 - Prima Divisione: 1

Lettonia 2011
- Giocatore con più minuti di penalità della Serie A: 1

2016-2017 (10 minuti)
- Maggior numero di reti della Serie A: 2

2016-2017 (3 reti minuti), 2018-2019 (3 reti)
- Capocannoniere della Serie A: 1

2016-2017 (4 punti)